# Gillian Anderson
Gillian Leigh Anderson (Chicago, 9 augustus 1968) is een Amerikaans-Brits actrice die in onder meer elf seizoenen FBI-agent Dr. Dana Scully speelde in de sciencefictionserie The X-Files.

## Biografie
Vlak na Andersons geboorte verhuisde het gezin voor vijftien maanden naar Puerto Rico en daarna naar Londen. Negen jaar later verhuisde de familie Anderson weer naar de Verenigde Staten. Anderson was een opstandige tiener die in de punkscene verkeerde, piercings droeg en haar haar in uiteenlopende kleuren verfde. Eén keer werd ze gearresteerd voor het inbreken in haar middelbare school.
Het ontdekken van toneel betekende een keerpunt. Ze deed auditie voor het amateurtoneel in haar woonplaats (Grand Rapids, Michigan) en bleek talent te hebben. Toen ze haar roeping had gevonden, verbeterden haar schoolprestaties aanzienlijk.
Na het behalen van haar diploma in 1986 studeerde Anderson vier jaar aan de toneelschool van de DePaul University in Chicago. Daarna vertrok ze naar New York om carrière te maken. Ze speelde een rol in het off-Broadway stuk Absent Friends (1991) waarvoor ze een theaterprijs kreeg en een jaar later speelde ze in The Philanthropist (1992). Bovendien werkte ze mee aan een low budget film getiteld The Turning (1992). Daarna vertrok ze naar Los Angeles om carrière in film te gaan maken.
Eenmaal in Los Angeles bleek het moeilijk om werk te krijgen en Anderson deed verschillende audities die op niets uitliepen. Ze kreeg een gastrol in de serie Class of 96, die wegens gebrek aan succes een kort leven beschoren was. Haar grote doorbraak kwam met de rol van FBI agent Dana Scully in de televisieserie The X-Files (1993-2002). Deze sciencefictionserie had aanvankelijk een cultstatus, maar werd later populair bij een breed, internationaal publiek.
Anderson kreeg voor haar rol in The X-Files vele nominaties en won onder meer Screen Actors Guild Awards, een Emmy en een Golden Globe.

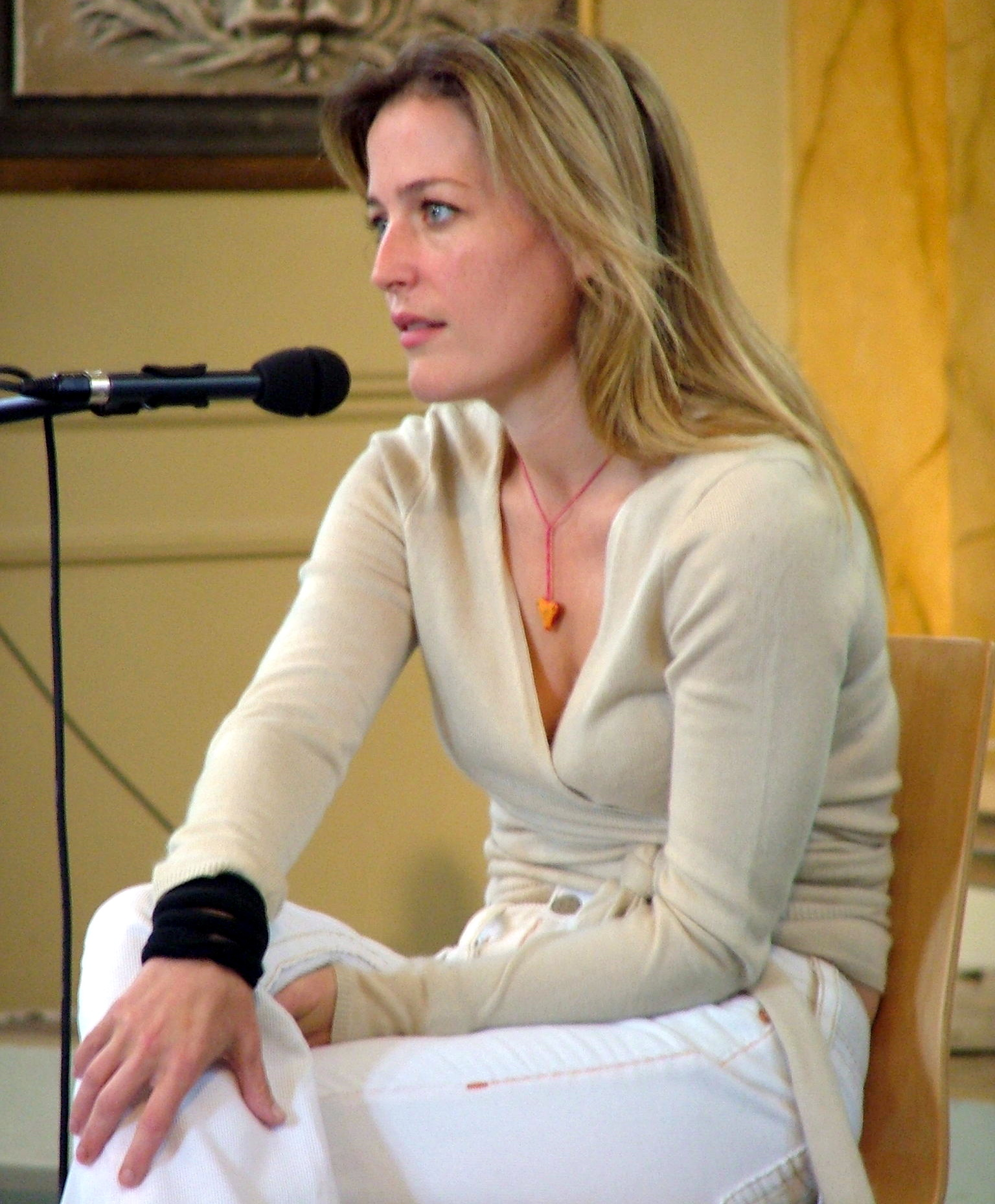

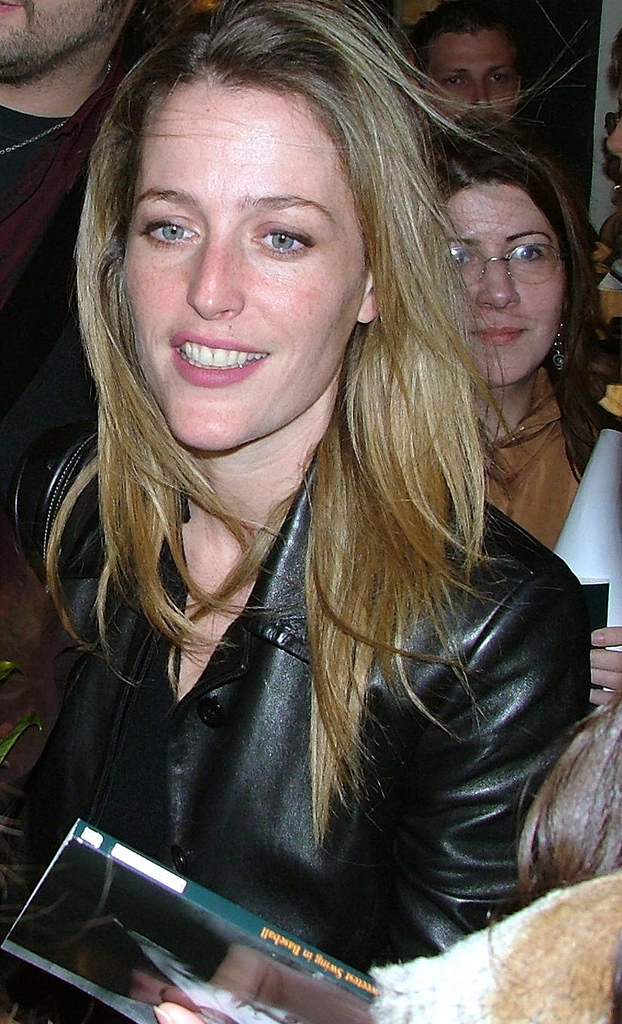

Tijdens de negen jaar dat de serie in eerste instantie liep, werkte Anderson mee aan verschillende andere projecten, zoals de film Hellcab (1998), The Mighty (1998), Playing by Heart (1999) en The House of Mirth (2000). Er werd ook een X-Files bioscoopfilm gemaakt, getiteld Fight the Future (1998). Bovendien leende ze haar stem aan documentaires die door het herkenbare stemgeluid van ‘Scully’ een betrouwbare en wetenschappelijke indruk maakten.
Na het eind van The X-Files in 2002 vertrok Anderson naar Londen waar ze zich weer met toneel ging bezighouden. Daar speelde ze in West End het toneelstuk What the Night is for (2002) van Michael Weller. In 2004 speelde ze in The Sweetest Swing in Baseball. Voor de BBC werkte ze mee aan de serie Bleak House, een verfilming van het gelijknamige boek van Charles Dickens (1812-1870) die in het najaar van 2005 werd uitgezonden. Voor haar invulling van de rol van Lady Dedlock ontving ze een Emmy nominatie voor Outstanding Lead Actress in een miniserie.
In 2005 speelde Anderson eveneens in twee films: The Mighty Celt onder regie van Pearse Elliott en A Cock and Bull Story, een verfilming van de klassieke roman The Life and Opinions of Tristram Shandy, Gentleman (1760-1770) van Laurence Sterne onder regie van Michael Winterbottom.
In 2018 kreeg Anderson voor haar televisiewerk een ster op de Hollywood Walk of Fame.
In het vierde seizoen van Netflix-reeks The Crown, dat uitkwam op 15 november 2020, speelde Anderson de rol van de voormalig Britse premier Margaret Thatcher.

## Persoonlijk leven
Sinds 2016 heeft Anderson een relatie met scenarioschrijver Peter Morgan, nadat ze eerder in 2012 had aangegeven biseksueel te zijn. In 2018 verklaarde ze "totaal geen probleem" te hebben met haar biseksualiteit en gaf ze aan dat "ze zo maar met een vrouw samen kon zijn volgend jaar".

## Nominaties en prijzen
Voor haar rol als Lady Dedlock in Bleak House:
- 2007: Golden Globe - Nominatie
- 2006: Emmy Award - Nominatie
- 2006: Broadcasting Press Guild Award - Gewonnen
- 2006: BAFTA TV Award - Nominatie
- 2005: Satellite Award: - Nominatie

Voor haar rol als Lily Bart in The House Of Mirth:
- 2001: London Critics Circle Film Award - Nominatie
- 2001: Golden Satellite Award - Nominatie
- 2000: Village Voice Film Critics Poll - Gewonnen
- 2000: British Independent Film Award - Gewonnen

Voor haar rol als Dana Scully in The X-files:
- 2002: Saturn Award - Nominatie
- 2001: Screen Actors Guild Award - Nominatie
- 2001: Saturn Award - Nominatie
- 2001: Golden Satellite Award: - Nominatie
- 2000: Saturn Award - Nominatie
- 2000: Screen Actors Guild Award - Nominatie
- 2000: TV Guide Awards - Nominatie
- 1999: Screen Actors Guild Award - Nominatie
- 1999: Saturn Award - Nominatie
- 1999: Viewers for Quality Television Award - Gewonnen
- 1999: TV Guide Awards - Nominatie
- 1999: Golden Satellite Award: - Nominatie
- 1999: Golden Globes - Nominatie
- 1999: Emmy Award - Nominatie
- 1999: Blockbuster Entertainment Award - Gewonnen
- 1998: Screen Actors Guild Award - Nominatie
- 1998: Viewers for Quality Television Award - Gewonnen
- 1998: Golden Satellite Award: - Nominatie
- 1998: Golden Globes - Nominatie
- 1998: Emmy Award - Nominatie
- 1997: Screen Actors Guild Award - Gewonnen
- 1997: Saturn Award - Gewonnen
- 1997: National Television Award (UK) - Nominatie
- 1997: Golden Satellite Award: - Nominatie
- 1997: Golden Globes - Gewonnen
- 1997: Emmy Award - Gewonnen
- 1996: Screen Actors Guild Award - Gewonnen
- 1996: Golden Globes - Nominatie
- 1996: National Television Award (UK) - Nominatie
- 1996: Emmy Award - Nominatie
- 1995: Viewers for Quality Television Award - Nominatie
- 1995: Sci-Fi Universe Magazine Reader's Choice Award - Gewonnen